# Pata Khazana
Pata Khazāna (en pastún: پټه خزانه‎ :El Tesoro Escondido“, transcripciones alternativas: Peta Khazāna, Pota Khazana, Pata Xazāna) es el título de un manuscrito escrito en idioma pastún. Según su descubridor Abdul Hai Habibi, el manuscrito contiene una antología de poesía pastún, que precede a las primeras obras conocidas de literatura pastún por cientos de años. La autenticidad de partes del manuscrito ha sido cuestionada por algunos, entre ellos eruditos en Iranología (campo interdisciplinario que se ocupa del estudio de la historia, la literatura, el arte y la cultura de los pueblos iraníes).

## Descubrimiento
El erudito afgano Habibi afirmó haber descubierto el manuscrito en 1944. Afirmó que era una copia del siglo XIX de una antología de poesía pastún escrita en 1729 en Kandahar por Shah Hussain Hotak. La antología es una recopilación de obras de poetas hasta ahora desconocidos que datan del siglo VIII. Habibi publicó el manuscrito como facsímil en 1975, pero no puso el documento original a disposición del público.

## Controversia
Desde la publicación de la primera edición del libro, algunos académicos han planteado dudas sobre su autenticidad. Habibi descartó a esos críticos, afirmando que sus argumentos no tenían "base científica".
El documento más antiguo conocido escrito en pastún data del siglo XVI. Por lo tanto, los poemas compilados en Pata Khazana extienden la historia de la literatura pastún en unos 800 años. La primera traducción a un idioma europeo, con un comentario crítico detallado, apareció recién en 1987, escrita por la iranóloga italiana Lucia Serena Loi. La ocupación crítica más intensa del manuscrito entre los eruditos pastunes fue publicada por el erudito pastún Qalandar Mohmand en 1988. Otro erudito Juma Khan Sufi en su exposición crítica de Pata Khazana también cuestiona la autenticidad de la obra.
Dado que el manuscrito original no está a disposición del público, la autenticidad del documento solo pudo comprobarse analizando la ortografía y el estilo del facsímil. Debido al gran número de errores y anacronismos encontrados en la obra, la autenticidad del manuscrito está ampliamente excluida entre los estudiosos de los estudios iraníes. Algunos estudiosos, sin embargo, no quieren descartar por completo la autenticidad de al menos partes de algunos poemas compilados en el manuscrito. [cita requerida]
No hay consenso sobre el momento de la fabricación. Lucia Serena Loi considera que el manuscrito es una falsificación de finales del siglo XIX. mientras que el iranólogo David Neil MacKenzie concluye de los anacronismos que el documento se fabricó poco antes de su supuesto descubrimiento en 1944. El argumento central de MacKenzie se refiere al uso de las letras pastunes modernas Dze (ځ [dz]) y Nur (ڼ [ɳ]) a lo largo del manuscrito. Estas letras solo se introdujeron en el alfabeto pastún en 1936 cuando el gobierno afgano reformó la ortografía pastún. MacKenzie afirma que las dos cartas nunca se han encontrado simultáneamente en ningún manuscrito genuino antes de 1935.
Habibi respondió a sus críticos en 1977 declarando: 

"Obtuve el manuscrito escrito a mano con la ayuda del difunto Abdul Ali Khanozay, un originario de la tribu Kakar en Pishin en 1943. Primero lo traduje al persa, proporcionó notas explicativas y anotaciones y lo publicó en 1944 a través de la Academia Pastún. En 1961, el Departamento de Publicaciones y Traducción publicó cinco mil ejemplares de la edición original. Debido a la gran demanda del libro, la tercera edición fue publicada en 1976 por la Junta de Desarrollo Pastún del Ministerio de Información y Cultura. Esta edición contenía un facsímil completo del manuscrito original escrito a mano. Desde su publicación hace 33 años se han expresado diferentes opiniones sobre este libro y algunas personas han arrojado sus dudas sobre él. Algunos han dicho que he compuesto el libro, mientras que otros han afirmado que fue forjado por  Shah Hussain, hijo de  Haji Mirwais Khan. Tales afirmaciones se han escuchado a lo largo de los años, pero desafortunadamente, los críticos no han compilado ningún análisis detallado o escolástico del trabajo para que puedan ser estudiados y, si se encuentran refutables, comentados escolásticamente. Los académicos en este campo no han discutido este libro en detalle hasta ahora. Lo escrito ha sido breve y expresión de dudas. No se ha proporcionado ninguna crítica escolástica o positiva desde el punto de vista de la lingüística o etimología para que se pueda evaluar la autenticidad o falsificación de palabras y esclarecer los hechos."
Abdul Hai Habibi1977

## Literatura
- Khushal Habibi (traductor): Hidden Treasure (Pata Khazana). University Press of America 1997, ISBN 0761802657
- Lucia Serena Loi: Il tesoro nascosto degli Afghani. Il Cavaliere azzurro, Bologna 1987, ISBN 8885661211 (in Italian)
- Qalandar Mohmand: Pata ckazāna fi'l mīzān. Da chap jae, Peshawar 1988 (in Pashto)
- Juma Khan Sufi:  "Pata Khazana da Tarikh pa tala ki" Peshawar 2019, (پټه خزانه د تاريخ په تلا کي)